# Paavonjärvi
Paavonjärvi är en sjö i Finland. Den ligger i kommunen Ranua i landskapet Lappland, i den norra delen av landet, 700 km norr om huvudstaden Helsingfors. Paavonjärvi ligger 203 meter över havet. Arean är 68,8 hektar och strandlinjen är 4,52 kilometer lång. Sjön  ingår i Simo älvs huvudavrinningsområde. 